# 베니토 세레노
베니토 세레노 ( Benito Cereno )는 1855년에 푸트넘 월간지에서 세 번에 걸쳐 연재된 허먼 멜빌의 소설이다.  선장인 베니토 세레노 경이 탄 노예선에서 일어난 폭동을 소재로 한 소설로 당시 미국에 있는 흑인에 대한 태도와 노예제도에 관한 평가를 담고 있다. 이 소설은 노예제도와 인종차별을 찬성하는 쪽과 반대하는 쪽에 따라서 평가가 다른데, 공통적인 주제는 인간의 전적인 타락으로 어떤 상황에서 인간이 악을 행하는가를 묘사하는 것에 촛점이 있다.

## 흑인의 정치적 실패
멜빌은 이 소설에서 백인이 아닌 유색인종, 즉 이 소설에서의 흑인이 폭동을 일으켜 선장을 대신해 선장 역할을 하였으나 끝내 실패하게 된다로 결말을 맺고 있다.  그는 노예였던 흑인이 정치를 하였을 때 백인과 달리 실패하게 된다는 결말은 그가 1843년에 호놀루루에서 겪은 경험을 토대로 이루어 진 것으로 전해진다. 그 당시 문명화된 섬의 주민들이 폭동을 일으켜 그 지역을 다스렸지만 독립적으로 성공하지 못하였다. 즉, 멜빌은 제국주의의 장점을 소설로 그리려 하였다는 오해를 낳기도 하였다.